# Bitnica
Bitnica ili baterija je topnička vojna jedinica sastavljena od topničkog oružja (topova, minobacača, haubica, i dr.). Obično odgovara satniji u drugim rodovima vojske. Bitnica se sastoji od 50-60 vojnika i 3 do 6 komada artiljerijskog oružja. Po namjeni može biti protuzračna bitnica, bitnica obalnog topništva i dr., a s obzirom na sastav može biti topnička, haubička, minobacačka i dr.